# Grande Prêmio da Bélgica de 2016
Grande Prêmio da Bélgica de 2016 (formalmente denominado 2016 Formula 1 Belgian Grand Prix) foi a décima terceira etapa da temporada de 2016 da Fórmula 1. Foi disputado no dia 28 de agosto de 2016 no Circuito de Spa-Francorchamps, Spa, Bélgica.

## Relatório

### Antecedentes
Substituição na MRT
A Manor anunciou no dia 10 de agosto de 2016 que encerrou o contrato do piloto indonésio Rio Haryanto, por falta de pagamento e contratou o piloto francês Esteban Ocon para formar dupla com Pascal Wehrlein.
O time de Banbury alegou que o contrato de Haryanto foi encerrado uma vez que o piloto não conseguiu cumprir suas obrigações contratuais. Rio tinha levantado dinheiro apenas para disputar metade da temporada 2016, mas não conseguiu o restante do montante de que necessitava.
A Manor, entretanto, não deixou Haryanto completamente de lado. A escuderia ofereceu ao piloto o posto de reserva nas próximas nove etapas do Mundial.
Punição de Lewis Hamilton
Lewis Hamilton confirmou durante a coletiva de imprensa de quinta-feira que em conjunto com a Mercedes que ele será punido com perda de posições no grid por conta da troca de partes do motor na Bélgica. O líder do campeonato, desta forma, vai perder pelo menos dez posições no grid de largada em razão das mudanças, segundo diz o regulamento técnico do Mundial. Hamilton já usou cinco turbos e cinco MGU-H, que é o sistema de reaproveitamento de energia. O uso de novas peças do chamado sexto motor de Lewis no campeonato acaba sendo consequência de uma série de problemas enfrentados pelo tricampeão no começo do ano. Em Xangai e em Sóchi, por exemplo, Lewis teve problemas e precisou trocar sua unidade de potência, causando preocupação para a sequência do campeonato.

### Treino Classificatório
Q1
Ciente de que, independentemente do resultado no treino classificatório, teria que largar das últimas posições em razão da punição pela troca de peças, Lewis Hamilton nem se preocupou em pisar fundo na sessão deste sábado. O britânico entrou na pista apenas para anotar uma volta cronometrada, requisito para poder largar do grid, não dos boxes, no domingo, e foi eliminado em 21º. Atrás dele ficou apenas Fernando Alonso, que também tem punição a cumprir. O espanhol sequer marcou tempo: teve um problema na McLaren logo após sair dos boxes e parou na área de escape da subida da Eau Rouge. 
Destinos opostos para os pilotos brasileiros: Felipe Nasr não avançou ao Q2 por pouco. Foi empurrado para a zona de eliminação nos segundos finais do Q1 e terminou com o 17º tempo, se despedindo precocemente, assim como o estreante Esteban Ocon (Manor), o russo Daniil Kvyat (STR) e seu companheiro Marcus Ericsson (Sauber). Já Felipe Massa cravou a melhor volta desta parte da sessão e avançou em primeiro, seguido por Vettel, Raikkonen e Rosberg, o único destes a usar apenas pneus macios, enquanto os demais utilizaram os supermacios.
Q2
Nico Rosberg começou a dar as cartas somente no Q2. Mesmo com pneus macios, o alemão foi o primeiro a baixar da casa de 1m47s, passando para o Q3 na ponta, com 1m46s999. Usando os compostos supermacios, Verstappen, Hulkenberg e Pérez vieram na sequência. Massa se classificou para a superpole em sexto, à frente de Bottas, Vettel e Ricciardo e atrás de Raikkonen. Button conquistou a última vaga. Foram eliminados: Romain Grosjean (Haas), Esteban Gutiérrez (Haas), Jolyon Palmer (Renault), Carlos Sainz (STR) e Pascal Wehrlein (Manor).
Q3
Bottas foi o primeiro a fechar volta no Q3, 1m47s612, tempo ainda alto. Na sequência, Rosberg, Verstappen, Vettel, Pérez e Hulk fizeram melhores tempos e assumiram as primeiras posições. Ricciardo tirou o pé, enquanto Raikkonen escapou da pista e abortou a volta. Massa e Button preferiram ficar nos boxes na metade inicial para poupar pneus.
Em sua primeira volta rápida, Massa não fez um bom tempo e apareceu apenas em oitavo. Nos segundos finais, Ricciardo subiu para terceiro. Mas logo em seguida, Raikkonen e Vettel reagiram e assumiram o terceiro e o quarto postos, respectivamente. Rosberg e Verstappen não melhoraram seus tempos, mas se garantiram na primeira fila do grid. Superado por Bottas e Button, Massa terminou em 10º.

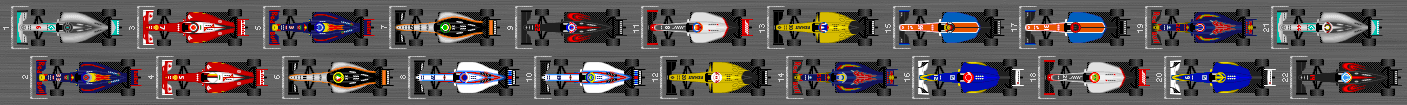
Grid de Largada

### Corrida
A apertada curva La Source é sempre um convite a uma largada tumultuada. O pole Rosberg conseguiu escapar na ponta, enquanto Verstappen, que partia em segundo, acabou engolido pela dupla da Ferrari. No entanto, Vettel foi otimista ao contornar a fechada curva, tocou em Raikkonen e acabou rodando. Sem espaço, o finlandês reduziu e acabou sendo tocado também pelo holandês da RBR, que retomou a segunda posição. Quem se aproveitou da confusão foi Massa, que pulou de 10º para 5º, e Grosjean, 11º para 6º. Outro que largou bem foi Nasr, partindo de 16º para 11º. Começando em 21º, Hamilton foi cauteloso e ganhou apenas duas posições. Último no grid, Alonso foi mais ousado e subiu de 22º para 17º.
Com o bico danificado pelo toque em Raikkonen, Verstappen ficou sem rendimento e começou a perder posições. O holandês precisou trocar a peça e voltou no fim do grid. Com um pneu furado pelo toque de Verstappen, Raikkonen também foi para os boxes. Seu carro teve um princípio de incêndio no assoalho e, além disso, os mecânicos tiveram dificuldades para retirar o bico. O finlandês perdeu uma volta e retornou à pista em último. Outro que precisou ir para os boxes por causa de um pneu furado foi Felipe Nasr. Por falar em pneu furado, o composto traseiro esquerdo de Carlos Sainz estourou. O espanhol saiu da pista e rodou ao retornar, por pouco não atingindo Hamilton. Na sequência, a bandagem do pneu começou a destruir a asa traseira, que ficou na perpendicular. Com o carro muito danificado, ele precisou abandonar.
Ainda na primeira volta, Pascal Wehrlein (Manor) acertou a traseira de Jenson Button (McLaren) e os dois deixaram a prova. Companheiro de Nasr na Sauber, Marcus Ericsson, que já havia largado dos boxes, recolheu para a garagem com problemas no carro e foi outro a abandonar. A série de incidentes nas primeiras voltas fez a direção de prova acionar o safety car virtual, onde todos os pilotos precisam respeitar um limite de velocidade. Em 4º, Felipe Massa aproveitou para fazer o primeiro pit stop e se livrar dos pneus supermacios.
Na 6ª volta, Kevin Magnussen perdeu o controle da Renault na desafiadora subida da Eau Rouge e bateu violentamente na barreira de proteção de localizada na saída da curva. O safety car foi acionado, mas os fiscais tiveram dificuldades para reconstruir a proteção de pneus, a bandeira vermelha precisou ser acionada e a corrida ficou paralisada por 20 minutos. O piloto não sofreu ferimentos graves, apenas um corte no tornozelo, e saiu mancando do carro. Ele foi para um hospital próximo ao autódromo para exames. O acidente de Magnussen, aliás, causou grande apreensão.
A corrida foi retomada 20 minutos depois. Contrastando com as primeiras voltas, a relargada, sob safety car, não teve incidentes. Mas a prova logo esquentou novamente. Com o potente carro da Mercedes, Hamilton não teve dificuldades para passar Alonso e subiu para o quarto lugar. Fazendo corridas de recuperação, Raikkonen (15º) e Verstappen (14º) voltaram a se encontrar na pista após o toque na largada. O finlandês tentou passar o holandês por fora na Les Combes, mas foi espalhado e saiu da pista. O Homem de Gelo reclamou pelo rádio.
Uma volta depois, Kimi partiu para cima de Verstappen de novo na Les Combes e recebeu uma fechada de porta questionável do jovem da RBR. “Isso é ridículo!”, recamou.
Após 15 voltas, a classificação era: 1º Rosberg, 2º Ricciardo, 3º Hulkenberg, 4º Hamilton, 5º Alonso, 6º Massa, 7º Pérez, 8º, Kvyat, 9º Vettel e 10º Grosjean. Nasr aparecia em 16º. Com a faca nos dentes, Hamilton partiu para cima de Hulkenberg. E também não perdeu tempo. Colocou de lado na reta oposta e engoliu o alemão da Force India para subir para terceiro. A corrida de Raikkonen seguiu tumultuada. Ao passar Grosjean para assumir o 12º lugar, o finlandês tocou roda a roda com o franco-suíço da Haas.
Hamilton foi para os boxes trocar pneus e colocou um novo jogo de compostos macios. Mas o pit stop acabou sendo mais lento que o normal. Ele retornou à pista em oitavo. Alonso também trocou pneus e saiu no pitlane lado a lado com Hulkenberg. Os dois disputaram posição dentro dos boxes e chegaram a se tocar na saída.
Vettel deu um belo drible em Verstappen para passar o rival na saída do hairpin. Mas o encardido holandês deu o troco após a Eau Rouge e recuperou a 8ª posição. Duas voltas depois, o alemão deu novo bote e, enfim, conseguiu ganhar a colocação.
Líder com imensa margem sobre Ricciardo, Rosberg fez seu pit stop com tranquilidade e retornou com 10s de vantagem para o australiano da RBR. Em nova disputa encarniçada, Pérez e Massa chegam a  se tocar e o mexicano leva a melhor, ganhando o 6º lugar. Hamilton fez mais um pit stop e trocou os pneus macios pelos médios e caiu para a quarta colocação, logo atrás de Hulkenberg. Em mais um bom duelo, valendo a 7º lugar, Vettel tentou passar Massa, mas acabou perdendo o ponto de freada da curva. O brasileiro colocou de lado e recuperou a posição. Na volta seguinte, o alemão acertou a manobra e conseguiu a ultrapassagem.
Hamilton rapidamente deixou Hulkenberg para trás e reassumiu o 3º lugar. A missão de alcançar o segundo colocado Ricciardo, porém, era muito difícil. O australiano da RBR estava mais de 15s à frente. Valtteri Bottas ultrapassou Felipe Massa e assumiu a 8ª colocação Com dificuldades para controlar o carro nas voltas finais, Massa também foi superado por Raikkonen e caiu para décimo. Sem se incomodar com o caos que acontecia na prova, Rosberg cruzou a linha de chegada com 14s de vantagem sobre Ricciardo. Hamilton fechou o pódio, a 13s do australiano da RBR.

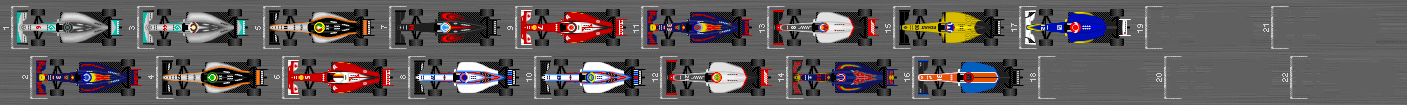
Resultado da Corrida

## Pneus
| Nome do composto | Cor | Banda de rolamento | Condições de Tempo | Dry Type  | Aderência      | Longevidade   |
| ---------------- | --- | ------------------ | ------------------ | --------- | -------------- | ------------- |
| Super Macio      |     | Slick (P Zero)     | Seco               | Supersoft | Mais aderência | Menos durável |
| Macio            |     | Slick (P Zero)     | Seco               | Soft      | Médio          | Médio         |
| Medio            |     | Slick (P Zero)     | Seco               | Medium    | Médio          | Médio         |

## Resultados

### Treino Classificatório
| Pos.                     | Nº | Piloto            | Construtor           | Q1       | Q2       | Q3       | Grid |
| ------------------------ | -- | ----------------- | -------------------- | -------- | -------- | -------- | ---- |
| 1                        | 6  | Nico Rosberg      | Mercedes             | 1:48.019 | 1:46.999 | 1:46.744 | 1    |
| 2                        | 33 | Max Verstappen    | Red Bull-TAG Heuer   | 1:48.407 | 1:47.163 | 1:46.893 | 2    |
| 3                        | 7  | Kimi Raikkonen    | Ferrari              | 1:47.912 | 1:47.664 | 1:46.910 | 3    |
| 4                        | 5  | Sebastian Vettel  | Ferrari              | 1:47.802 | 1:47.944 | 1:47.108 | 4    |
| 5                        | 3  | Daniel Ricciardo  | Red Bull-TAG Heuer   | 1:48.407 | 1:48.027 | 1:47.216 | 5    |
| 6                        | 11 | Sergio Pérez      | Force India-Mercedes | 1:48.106 | 1:47.485 | 1:47.407 | 6    |
| 7                        | 27 | Nico Hulkenberg   | Force India-Mercedes | 1:48.080 | 1:47.317 | 1:47.543 | 7    |
| 8                        | 77 | Valtteri Bottas   | Williams-Mercedes    | 1:48.655 | 1:47.918 | 1:47.612 | 8    |
| 9                        | 22 | Jenson Button     | McLaren-Honda        | 1:48.700 | 1:48.051 | 1:48.114 | 9    |
| 10                       | 19 | Felipe Massa      | Williams-Mercedes    | 1:47.738 | 1:47.667 | 1:48.263 | 10   |
| 11                       | 8  | Romain Grosjean   | Haas-Ferrari         | 1:48.751 | 1:48.316 | —        | 11   |
| 12                       | 20 | Kevin Magnussen   | Renault              | 1:48.800 | 1:48.485 | —        | 12   |
| 13                       | 21 | Esteban Gutierrez | Haas-Ferrari         | 1:48.748 | 1:48.598 | —        | 18 4 |
| 14                       | 30 | Jolyon Palmer     | Renault              | 1:48.901 | 1:48.888 | —        | 13   |
| 15                       | 55 | Carlos Sainz Jr.  | Toro Rosso-Ferrari   | 1:48.876 | 1:49.038 | —        | 14   |
| 16                       | 94 | Pascal Wehrlein   | MRT-Mercedes         | 1:48.554 | 1:49.320 | —        | 15   |
| 17                       | 12 | Felipe Nasr       | Sauber-Ferrari       | 1:48.949 | —        | —        | 16   |
| 18                       | 31 | Esteban Ocon      | MRT-Mercedes         | 1:49.050 | —        | —        | 17   |
| 19                       | 26 | Daniil Kvyat      | Toro Rosso-Ferrari   | 1:49.058 | —        | —        | 19   |
| 20                       | 9  | Marcus Ericsson   | Sauber-Ferrari       | 1:49.071 | —        | —        | 20 3 |
| 21                       | 44 | Lewis Hamilton    | Mercedes             | 1:50.033 | —        | —        | 21 1 |
| Tempo dos 107%: 1:55.279 |    |                   |                      |          |          |          |      |
| 22                       | 14 | Fernando Alonso   | McLaren-Honda        | S/Tempo  | —        | —        | 22 2 |
| Fonte:                   |    |                   |                      |          |          |          |      |

↑1  - Lewis Hamilton (Mercedes) perdera 55 posições no grid por troca vários componentes do seu motor na temporada (MGU-H - Sistema de Reaproveitamento de Energia, Turbocompressor, ICE - Combustão Interna, MGU-K - Motor Gerador de Energia Cinética e o Turbo).
↑2  - Fernando Alonso (McLaren) perdera 35 posições no grid por troca vários componentes do seu motor na temporada (MGU-H - Sistema de Reaproveitamento de Energia, ICE - Combustão Interna, MGU-K - Motor Gerador de Energia Cinética, Turbo, Sistema Eletrônico de Controle e Armazenamento de Energia).  Mas após falha na classificação faz McLaren trocar de novo motor e amplia punição de Alonso (de 35 para 70 posições do grid), que larga da última posição.
↑3  - Marcus Ericsson (Sauber) perdera 10 posições no grid por troca o turbocompressor na temporada.
↑4  - Esteban Gutiérrez (Haas) perdera 5 posições do grid de largada por atrapalhar o piloto Pascal Wehrlein (MRT) no no terceiro treino livre.

### Corrida
| Pos.   | Nu. | Piloto            | Construtor           | Voltas | Tempo/Retirado   | Grid | Pontos |
| ------ | --- | ----------------- | -------------------- | ------ | ---------------- | ---- | ------ |
| 1      | 6   | Nico Rosberg      | Mercedes             | 44     | 1:44:51.058      | 1    | 25     |
| 2      | 3   | Daniel Ricciardo  | Red Bull-TAG Heuer   | 44     | +14.113          | 5    | 18     |
| 3      | 44  | Lewis Hamilton    | Mercedes             | 44     | +27.634          | 21   | 15     |
| 4      | 27  | Nico Hulkenberg   | Force India-Mercedes | 44     | +35.907          | 6    | 12     |
| 5      | 11  | Sergio Pérez      | Force India-Mercedes | 44     | +40.660          | 7    | 10     |
| 6      | 5   | Sebastian Vettel  | Ferrari              | 44     | +45.394          | 4    | 8      |
| 7      | 14  | Fernando Alonso   | McLaren-Honda        | 44     | +59.445          | 22   | 6      |
| 8      | 77  | Valtteri Bottas   | Williams-Mercedes    | 44     | +60.151          | 8    | 4      |
| 9      | 7   | Kimi Raikkonen    | Ferrari              | 44     | +61.109          | 3    | 2      |
| 10     | 19  | Felipe Massa      | Williams-Mercedes    | 44     | +65.873          | 10   | 1      |
| 11     | 33  | Max Verstappen    | Red Bull-TAG Heuer   | 44     | +71.138          | 2    |        |
| 12     | 21  | Esteban Gutierrez | Haas-Ferrari         | 44     | +73.877          | 18   |        |
| 13     | 8   | Romain Grosjean   | Haas-Ferrari         | 44     | +76.474          | 11   |        |
| 14     | 26  | Daniil Kvyat      | Toro Rosso-Ferrari   | 44     | +87.097          | 17   |        |
| 15     | 30  | Jolyon Palmer     | Renault              | 44     | +93.165          | 13   |        |
| 16     | 31  | Esteban Ocon      | MRT-Mercedes         | 43     | +1 volta         | 17   |        |
| 17     | 12  | Felipe Nasr       | Sauber-Ferrari       | 43     | +1 volta         | 16   |        |
| Ret    | 20  | Kevin Magnussen   | Renault              | 5      | Acidente         | 12   |        |
| Ret    | 9   | Marcus Ericsson   | Sauber-Ferrari       | 3      | Caixa de Câmbio  | 20   |        |
| Ret    | 55  | Carlos Sainz Jr.  | Toro Rosso-Ferrari   | 1      | Punção           | 14   |        |
| Ret    | 22  | Jenson Button     | McLaren-Honda        | 1      | Danos de Colisão | 9    |        |
| Ret    | 94  | Pascal Wehrlein   | MRT-Mercedes         | 0      | Danos de Colisão | 15   |        |
| Fonte: |     |                   |                      |        |                  |      |        |

## Curiosidade
- Primeira Corrida de Esteban Ocon.

## Tabela do campeonato após a corrida
Somente as cinco primeiras posições estão incluídas nas tabelas.
| Pos | Piloto           | Pontos | Var |
| --- | ---------------- | ------ | --- |
| 1   | Lewis Hamilton   | 232    | 0   |
| 2   | Nico Rosberg     | 223    | 0   |
| 3   | Daniel Ricciardo | 151    | 0   |
| 4   | Sebastian Vettel | 128    | 1   |
| 5   | Kimi Raikkonen   | 124    | 1   |

| Pos | Construtor           | Pontos | Var |
| --- | -------------------- | ------ | --- |
| 1   | Mercedes             | 455    | 0   |
| 2   | Red Bull-TAG Heuer   | 274    | 0   |
| 3   | Ferrari              | 252    | 0   |
| 4   | Force India-Mercedes | 103    | 1   |
| 5   | Williams-Mercedes    | 101    | 1   |